# Jindřich Svoboda
Jindřich Svoboda, né le 14 septembre 1952 à Adamov (Tchécoslovaquie), est un footballeur tchèque, évoluant au poste d'attaquant. Au cours de sa carrière, il évolue au Dukla Brno, au FC Zbrojovka Brno et au Svit Gottwaldov ainsi qu'en équipe de Tchécoslovaquie.
Svoboda ne marque aucun but lors de ses deux sélections avec l'équipe de Tchécoslovaquie entre 1975 et 1977. Il participe aux Jeux olympiques en 1980  avec l'équipe de Tchécoslovaquie.

## Carrière de joueur
- 1971-1973 : Dukla Brno
- 1973-1984 : Zbrojovka Brno
- 1984-1986 : Svit Gottwaldov

## Palmarès

### En équipe nationale
- 2 sélections et 0 but avec l'équipe de Tchécoslovaquie entre 1975 et 1977
- Vainqueur des Jeux olympiques en 1980

### Avec le Zbrojovka Brno
- Vainqueur du Championnat de Tchécoslovaquie en 1978